# Catilla
Catilla is een monotypisch geslacht van schimmels behorend tot de familie Cyphellaceae. Het bevat alleen Catilla pandani.